# Ikeda, Osaka

Ikeda (池田市 Ikeda-shi?) este un municipiu din Japonia, prefectura Osaka.